# Lenophyllum weinbergii
Lenophyllum weinbergii är en fetbladsväxtart som beskrevs av Nathaniel Lord Britton. Lenophyllum weinbergii ingår i släktet Lenophyllum och familjen fetbladsväxter. Inga underarter finns listade i Catalogue of Life.